# El Polaco
Ezequiel Iván Cwirkaluk  (Villa Caraza, Lanús, provincia de Buenos Aires; 23 de mayo de 1987) conocido artísticamente como El Polaco, cantante, compositor y actor argentino. Es uno de los referentes de la cumbia argentina contemporánea.

## Primeros años
Ezequiel nació en una familia de clase media y es tercera generación de inmigrantes ucranianos. Su padre, Jorge Carlos Lopez, y por su madre de ascendencia ucraniana, era fabricante de aberturas y falleció en 2021. Su madre, María Ana, se dedicaba al hogar. Tiene dos hermanos menores: Jonathan Ángel, quien también es cantante de cumbia, y Rocío Belén.
Desde su infancia, vivió en un entorno marcado por las dificultades económicas y los problemas de adicción de su padre al alcohol y las drogas, lo que llevó a la familia a una grave crisis. Su padre perdió su negocio y terminó internado cuando Ezequiel tenía solo cinco años. Ante esta situación, su madre, quien hasta entonces era ama de casa, tuvo que recurrir al trueque y la venta de productos como única fuente de ingresos, además de recibir ayuda económica del gobierno.
A los 13 años, tomó la decisión de internarse en un centro de rehabilitación en Córdoba, no por problemas de adicción, sino para aliviar la carga económica de su hogar. Durante su estadía en el centro, adquirió habilidades en jardinería, albañilería y otras tareas, lo que le permitió madurar rápidamente y asumir responsabilidades desde joven.
Años después, comenzó su carrera musical en el género de la cumbia, alcanzando gran reconocimiento y consolidándose como una de las figuras más representativas de este género en Argentina.

## Carrera musical
Comenzó su carrera a los 17 años en la música siendo el vocalista de Una de Kal. Luego de varios años su debut discográfico como solista tuvo lugar en 2006, cuando editó Vuelve, te lo pido en el sello Magenta. Su éxito hizo que inmediatamente editara Agradeciendo a Dios.
Desde el 2007 hasta el 2020 lanzó más de quince discos con temas populares en la música tropical como Me quedo sin ti, En vivo en el teatro, grabado en el Teatro Coliseo, Sigo por el objetivo, Molestando, 3 años y algo más, Esto recién comienza, Solo los fuertes saben esperar, Sola otra vez, Voy a beber, Voy a pedirle al tiempo, Casadas, Ahora es tarde y Amos clandestino, entre muchos otros.
Estrenó el tema La zurda de oro, para el Mundial FIFA llevado a cabo en Sudáfrica. El 20 de septiembre de 2012 llenó el Luna Park, y en el 2016 graba el tema Dale tu amor junto a Agapornis.
En televisión incursionó como actor en las tiras Viudas e hijos del Rock & Roll (2014) con Paola Barrientos y Damián de Santo; y en 27: El club de los malditos protagonizada por Diego Capusotto, Sofía Gala, Willy Toledo y Daniel Aráoz. Además participó como concursantes de realities como el controvertido Bailando por un sueño Argentina (en tres temporadas) y en el 2020 en MasterChef Celebrity Argentina.

## Vida personal
Estuvo en pareja por muchos años con la cantante de cumbia Karina la Princesita con quien tuvo una hija, Sol Celeste, nacida en 2007.
Luego estuvo en pareja con la modelo Valeria Aquino, con quien tuvo a su segunda hija, Alma, nacida en 2012.
Desde 2019 está en pareja con la bailarina Barby Silenzi, con quien tuvo a su tercera hija Abril, nacida en 2020.
En 2021 fue condenado a cumplir tres años de probation, que consiste en realizar tareas comunitarias a cambio de suspender el juicio llevado contra el, debido a una denuncia de violencia de género presentada por su expareja, Valeria Aquino.
Su apodo proviene de la relación con su padre, a quien se le conocía como "El Polaco". Debido a esta conexión, recibió el apodo de "Polaquito" en su infancia. Posteriormente, al iniciar su carrera musical, adoptó el mismo apodo de "El Polaco".
En enero de 2025, se convirtió en sponsor del Club Atlético Temperley, equipo del cual es hincha.

## Discografía
Discos compactos
- Vuelve te lo pido (2006)
- Agradeciendo a Dios (2007)
- Sigo por el objetivo (2008)
- Molestando (2009)
- 3 años y algo más (2010)
- En tus manos (2011)
- Esto recién comienza (2012)
- Sólo los fuertes saben esperar (2013)
- No te olvides de ser feliz (2014)
- El ángel que me guía desde el cielo (2022)

DVD
- En vivo en el Teatro (2007)

## Filmografía
| Año       | Título                           | Personaje                                     | Notas                                     |
| --------- | -------------------------------- | --------------------------------------------- | ----------------------------------------- |
| 2014      | Viudas e hijos del rock and roll | «El Polaco»                                   |                                           |
| 2017      | Las Estrellas                    | Mohamed Alí «El Toro de las Pampas» Rodríguez | Capítulo: "La desaparición de una prenda" |
| 2018      | Millennials                      | «El Pulpo»                                    |                                           |
| 2021–2022 | La 1-5/18                        | Marcos «Lomo» Balboa                          |                                           |
| 2022      | Los protectores                  | «Relámpago»                                   | Episodio: "Boda argenta"                  |

| Año       | Título                                      | Rol                                      | Notas                    |
| --------- | ------------------------------------------- | ---------------------------------------- | ------------------------ |
| 2013      | Celebrity Splash                            | Participante                             | 15.º / 3.er eliminado    |
| 2014      | Tu cara me suena 2                          | Acompaña a Coki Ramírez                  | Participación especial   |
| 2015      | Tu cara me suena 3                          | Acompaña a Pablo Martínez                | Participación especial   |
| 2015      | Combate 4G                                  | Capitán Equipo Verde                     | Abandono voluntariamente |
| 2016      | Laten argentinos                            | Jurado                                   | Invitado especial        |
| 2016      | Showmatch: Bailando 2016                    | Participante                             | Subcampeón               |
| 2017      | Showmatch: Bailando 2017                    | Participante                             | 13.º eliminado           |
| 2018      | Showmatch: Bailando 2018                    | Participante junto a Bárbara Silenzi     | 2.º eliminado            |
| 2019      | Showmatch: Súper Bailando                   | Acompaña a Karina "La Princesita" Tejeda | Invitado especial        |
| 2019      | Showmatch: Súper Bailando                   | Participante junto a Noelia Marzol       | 12.º eliminado           |
| 2020      | Divina comida                               | Participante / Anfitrión en la semana 2  | Ganador                  |
| 2020–2021 | MasterChef Celebrity Argentina              | Participante                             | 3.er Lugar               |
| 2021      | Showmatch: La Academia                      | Participante junto a Bárbara Silenzi     | 12.º eliminado           |
| 2022      | MasterChef Celebrity Argentina: La Revancha | Participante                             | 2.º eliminado            |
| 2022      | De gira con El Polaco, un viaje inolvidable | Conductor                                |                          |
| 2022      | Canta conmigo ahora                         | Jurado                                   | Invitado especial        |
| 2024      | Por amor o por dinero                       | Panelista especializado                  |                          |

| Año       | Título      | Personaje | Notas          |
| --------- | ----------- | --------- | -------------- |
| 2016-2017 | Abracadabra | Caldera   | Coprotagonista |
| 2017-2018 | Explosivos  | Mariano   | Coprotagonista |

| Año  | Título                      | Personaje           | Notas            |
| ---- | --------------------------- | ------------------- | ---------------- |
| 2018 | 27: El club de los malditos | Leandro De La Torre | Papel secundario |